# Samat Muratow
Samat Muratow (ros. Самат Муратов; ur. 17 marca 1976) – kazachski skoczek do wody, olimpijczyk.
Uczestnik igrzysk olimpijskich w Atlancie, na których startował w skokach z wieży (21. miejsce).